# Цзін-ван II
Цзін-ван (кит. трад.: 敬王; піньїнь: Jĭng) — 14-й ван Східної Чжоу, син Цзін-вана I.

## Життєпис
Молодший син Цзін-вана I від імператриці. Спочатку відомий як Гай-гун. Перед смертю був одним з претендентів на трон, але після смерті батька 520 року до н. е. новим ваном став його старший брат Мен-гун як Дао-вана. Але того 519 року до н. е. було вбито змовниками на чолі із Чао-гуном, сином Цзін-вана I від наложниці. Проте гай-гуна зроблено ваном за підтримки царства Цзінь. Він прийняв ім'я Цзін-ван II.
Новий ван вирішив зміцнити владу, приборкавши могутніх феодалів. Необхідну реформу підготував його міністр і родич Гун-ґун. Але проти нього повстала знать на чолі із зведеним братом Чао-ґуном. Внаслідок цього Цзін-ван II вимушений був тікати до Ліюї (північний схід домену Чжоу). В Лої став правити Чао-гун, отримав титул Західного вана, а Цзін-ван II — Східного вана. Боротьба між ними тривала до 516 року до н. е., коли за підтримки військ Цзінь Чао-ґуна було переможено й той втік до царства Чу.
До 513 року до н. е. повністю встановив владу в Чжоу, знищивши прихильників брата. У 505 році до н. е. ван скористався поразкою царства Чу від сусідів відправив загін до столиці останнього — Інь, де було вбито Чао-ґуна. Але 504 року до н. е. повстав Дань Пянь, прихильник Чао-гуна, що завдав поразки Цзін-вану II. Останній втік до царства Цзінь. У 503 році дон. е. повернувся до Чжоу з військом, але лише у 502 році до н. е. остаточно здолав повсталих.
Наступні роки панування приділив відновленню господарства та зміцненню своєї влади в домені. Йому спадкував син Юань.